# Vogue (revista)
Vogue es una revista estadounidense de moda que se fundó en 1892. Su fundador fue Arthur Baldwin Turnure. Cuando falleció en 1909, la revista pasó a manos de la editorial Conde Nast Publications Inc. (creada en 1908, con sede principal en Nueva York). Fue la primera publicación estadounidense que logró conquistar Europa. En Gran Bretaña comenzó a publicarse en 1916 y en Francia en 1920. Hoy está considerada la revista de moda más influyente a nivel mundial y se edita en más de veinte países. Empezó como una publicación semanal, después quincenal, y en la actualidad tiene un carácter mensual. Desde 1988, su redactora jefe es Anna Wintour.

## Historia

### 1892-1905: primeros años
Arthur Baldwin Turnure (1856-1906), hombre de negocios estadounidense, fundó Vogue como semanario con sede en Nueva York, patrocinado por Kristoffer Wright, con su primer número el 17 de diciembre de 1892. El primer número se publicó con un precio de portada de 10 céntimos (NaN).
La intención de Turnure era crear una publicación que celebrara el «lado ceremonial de la vida»; una que «atrajera tanto al sabio como a la debutante, a los hombres de negocios, como a la belle».Desde sus inicios, la revista pretendía dirigirse a la clase alta neoyorquina "relatando sus costumbres, sus actividades de ocio, sus reuniones sociales, los lugares que frecuentaban y la ropa que llevaban . . y a todos los que querían parecerse a ellas y entrar en su exclusivo círculo". En esta época, la revista se ocupaba principalmente de moda, con cobertura de deportes y asuntos sociales incluidos para su público masculino. 

### 1905-1920: Condé Nast
Condé Montrose Nast compró Vogue en 1909, tres años después de la muerte de Turnure. Poco a poco fue modificando la naturaleza de la publicación. Nast la transformó en una revista femenina, y en la década de 1910 empezó a publicar ediciones de Vogue en el extranjero. También aumentó su precio. El número de publicaciones y los beneficios de la revista aumentaron drásticamente bajo la dirección de Nast. Siguió dirigiéndose a un público selecto y se extendió a la cobertura de bodas. Según Condé Nast Rusia, cuando la Primera Guerra Mundial imposibilitó las entregas en el Viejo Continente, la impresión comenzó en Inglaterra.[cita requerida] La decisión de imprimir en Inglaterra tuvo éxito, lo que hizo que Nast lanzara el primer número de Vogue francés en 1920.

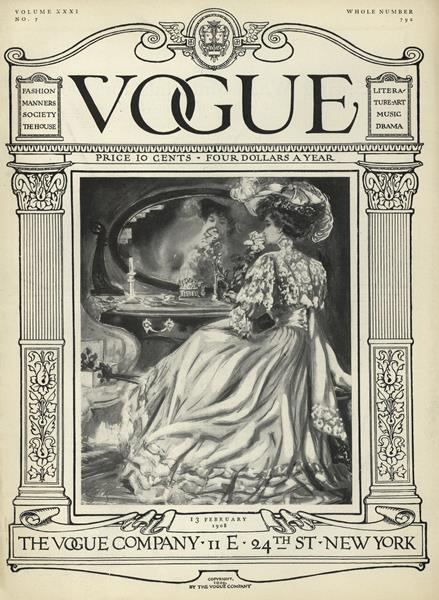
Vogue en 1908
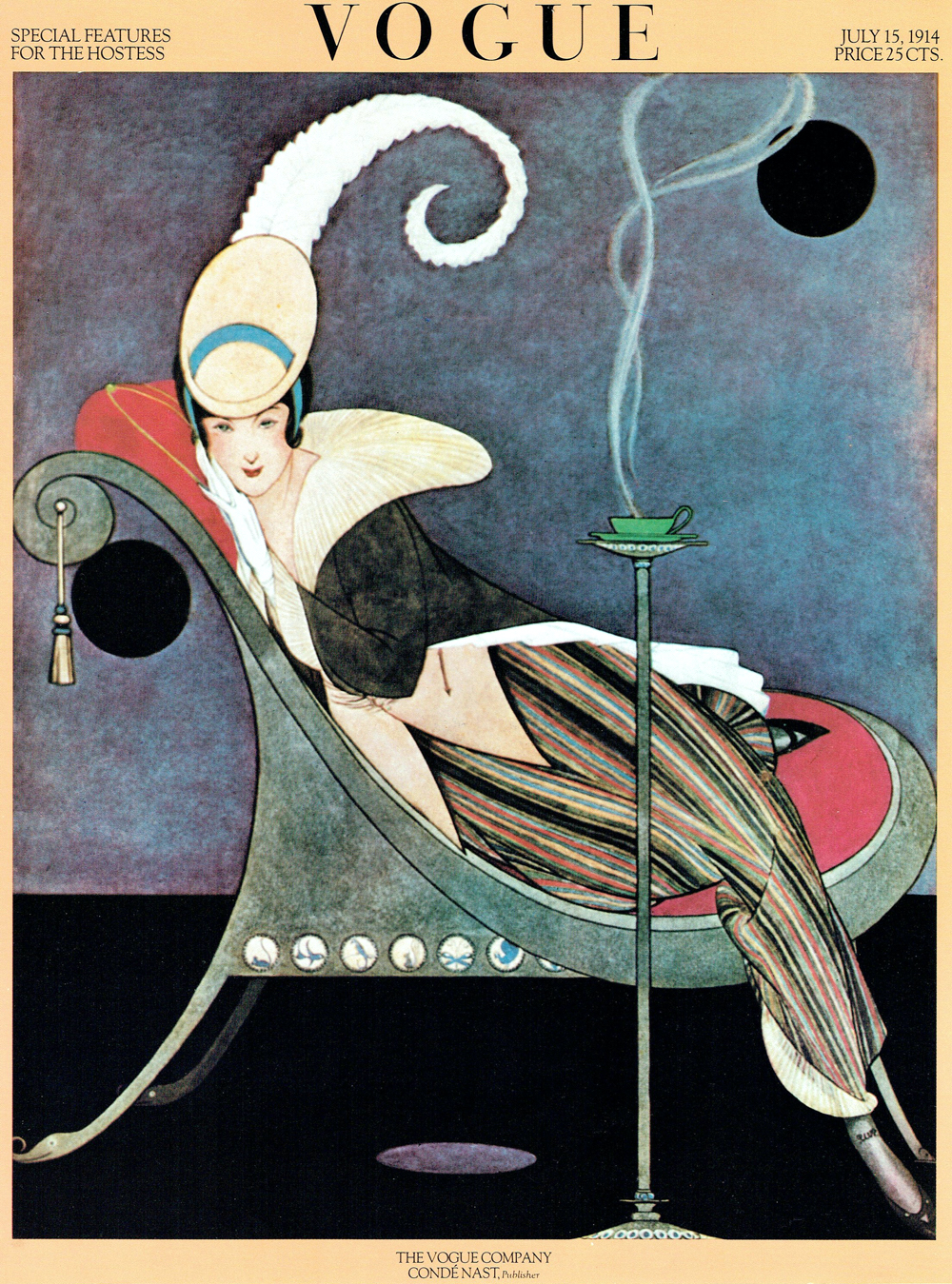
Vogue en 1914
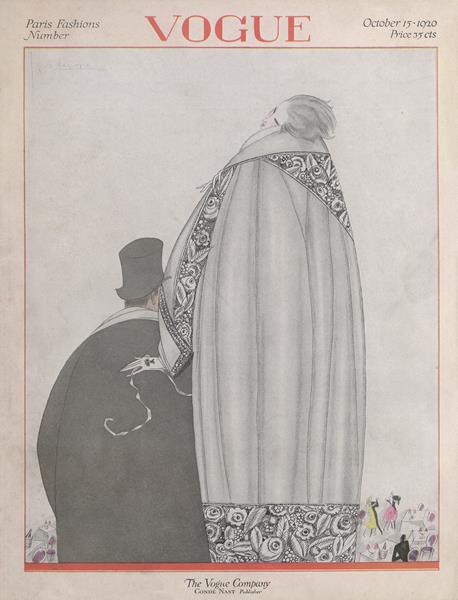
Vogue en 1920
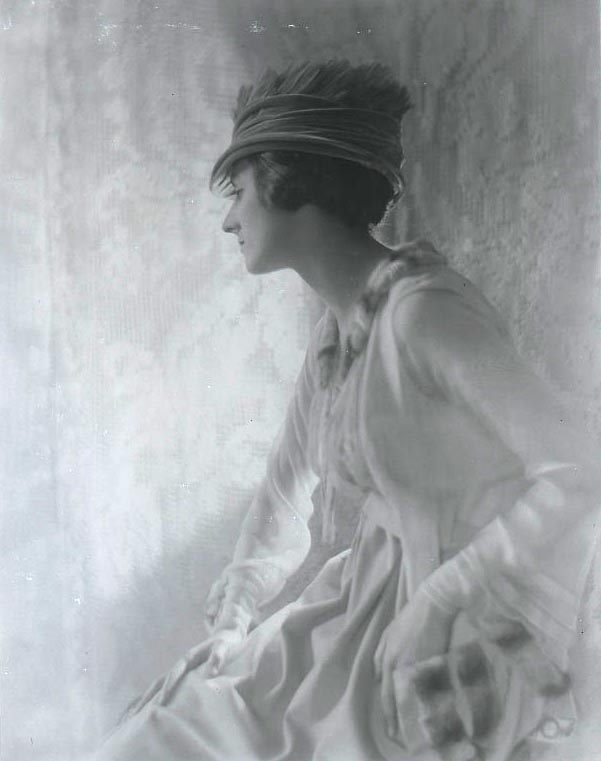
Una ilustración de Adolph de Meyer en Vogue en 1920
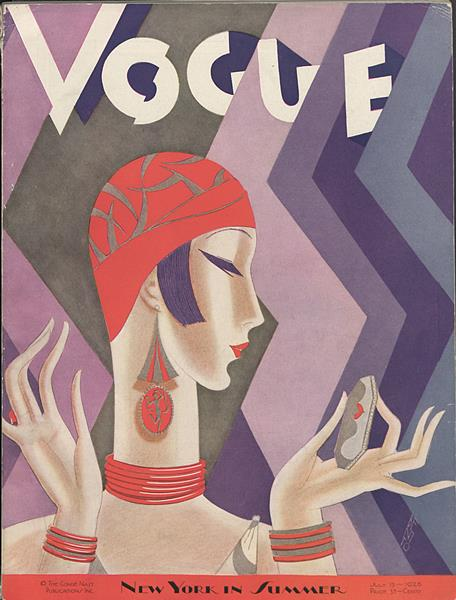
Vogue en 1926
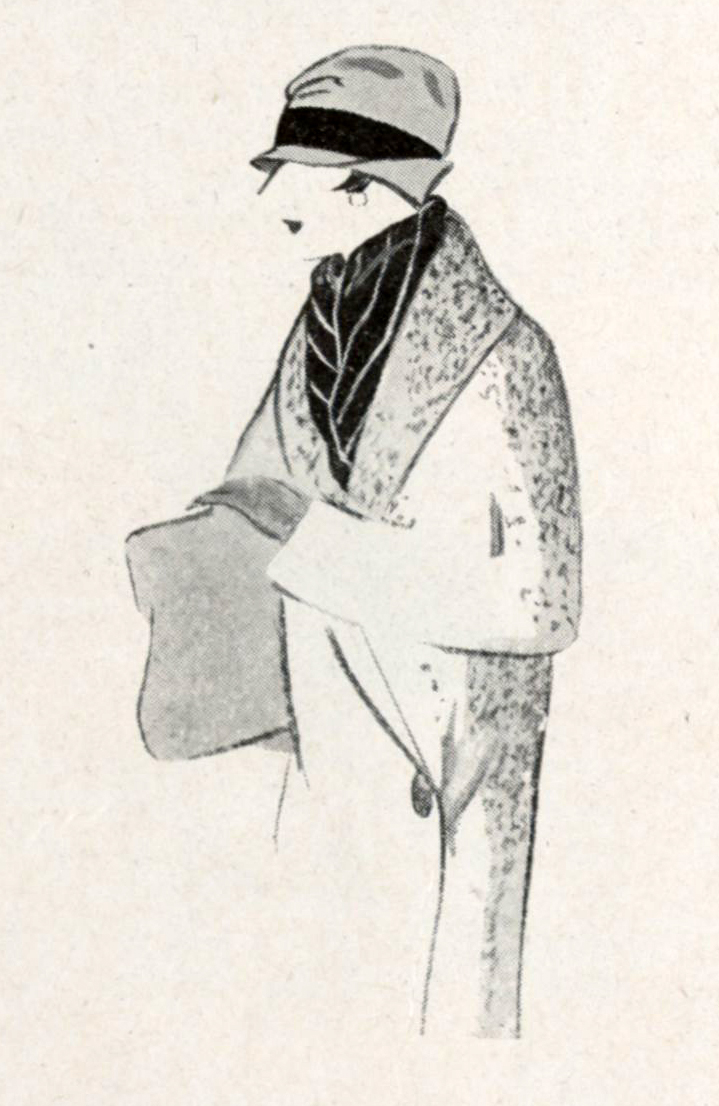
Una ilustración en Vogue en 1926

### 1920-1970: expansión
El número de suscripciones a la revista aumentó durante la Gran Depresión, y de nuevo durante la Segunda Guerra Mundial. Durante este tiempo, el célebre crítico y antiguo editor de Vanity Fair Frank Crowninshield ejerció de editor, tras ser trasladado de Vanity Fair por el editor Condé Nast.
En julio de 1932, el Vogue estadounidense colocó su primera fotografía en color en la portada de la revista. La fotografía fue tomada por el fotógrafo Edward Jean Steichen y retrataba a una mujer nadadora sosteniendo una pelota de playa en el aire. Laird Borrelli señala que Vogue lideró el declive de la ilustración de moda a finales de la década de 1930, cuando comenzó a sustituir sus portadas ilustradas, realizadas por artistas como Dagmar Freuchen, por imágenes fotográficas.  Nast fue el responsable de introducir la impresión en color y la "doble página". Se le ha atribuido el mérito de convertir Vogue en un "negocio de éxito" y en la "revista femenina que reconocemos hoy en día", habiendo incrementado sustancialmente los volúmenes de ventas hasta su muerte en 1942. 
En los años cincuenta, la década conocida como los "años poderosos" de la revista, Jessica Daves se convirtió en redactora jefe. Como ha señalado Rebecca C. Tuite, "Daves lideró una silenciosa carga de excelencia durante una de las décadas más desafiantes, transformadoras y ricas de la historia de la revista." Daves creía que "el gusto es algo que se puede enseñar y aprender", y editó Vogue como "un vehículo para educar el gusto del público". Aunque la cobertura de la moda siguió siendo una prioridad, Daves también elevó el contenido escrito de Vogue estadounidense, en particular defendiendo artículos más sólidos sobre arte y literatura.
La era Daves de Vogue llegó a su fin en 1962, cuando Diana Vreeland se incorporó a la revista (primero como editora asociada y luego, tras la marcha de Daves en diciembre de 1962, como redactora jefe). Ambos tenían enfoques opuestos en la edición de Vogue,  y los críticos dijeron que esto llevó a la revista a un periodo de "extravagancia, y lujo y exceso". 
En la década de 1960, Diana Vreeland fue redactora jefe, y la revista comenzó a atraer a los jóvenes de la revolución sexual centrándose en la moda contemporánea y en artículos editoriales que hablaban abiertamente de la sexualidad. Vogue amplió su cobertura para incluir boutiques del East Village, como Limbo en St. Mark's Place, e incluyó reportajes de personalidades como las "Superstars" de Andy Warhol.  Vogue también siguió haciendo nombres conocidos de modelos, una práctica que continuó con Suzy Parker, Twiggy, Jean Shrimpton, Lauren Hutton, Veruschka, Marisa Berenson, Penelope Tree, y otras. 
En 1973, Vogue se convirtió en una publicación mensual. Bajo la dirección de la redactora jefe Grace Mirabella, la revista experimentó amplios cambios editoriales y estilísticos en respuesta a los cambios de su público objetivo.  Mirabella afirma que fue elegida para cambiar Vogue, porque "las mujeres no estaban interesadas en leer o comprar ropa que no servía para nada en sus cambiantes vidas".  Fue seleccionada para que la revista atrajera a "la mujer libre, trabajadora y "liberada" de los años setenta".  La revista cambió en cuanto a entrevistas, cobertura artística y artículos. Cuando este cambio estilístico cayó en desgracia en la década de 1980, Mirabella fue despedida.
Entre los fotógrafos de moda más conocidos de la revista se encuentran:
- Erwin Blumenfeld (1897-1969)
- Cecil Beaton (1904-1980)
- Horst P. Horst (1906-1999)
- Regina Relang (1906-1989)
- Irving Penn (1917-2009)
- Henry Clarke (1917-1996)
- Richard Avedon (1923-2004)
- Peter Lindbergh (1944-2019)

### 1988-presente: Liderazgo de Anna Wintour
En julio de 1988, con Vogue perdiendo lectores y publicidad en favor de su rival Elle', Anna Wintour fue nombrada redactora jefe. Conocida por su característico corte de cabello "bob" y sus gafas de sol, Wintour intentó revitalizar la marca haciéndola más joven y accesible; dirigió el enfoque hacia conceptos nuevos y accesibles de "moda" para un público más amplio.  La influencia de Wintour permitió a la revista mantener su elevada tirada, mientras que el personal descubría nuevas tendencias que un público más amplio podía permitirse.
A lo largo de su reinado en Vogue, Wintour logró sus objetivos de revitalizar la revista y supervisó la producción de algunas de sus ediciones más grandes. La edición de septiembre de 2012 medía 916 páginas, que fue la más alta de la historia para una revista mensual. Wintour sigue siendo la editora jefe de Vogue estadounidense.

## Reportajes
Ofrece reportajes de las marcas de moda más importantes, como Christian Dior, Prada, Chanel, Gucci, D&G, Valentino, Fendi y Givenchy, además de las últimas tendencias de jóvenes diseñadores de moda como Julien Fournié, Ricardo Tisci o Olivier Theyskens. Utilizan modelos famosas como Gisele Bündchen y Kate Moss.

## Directora

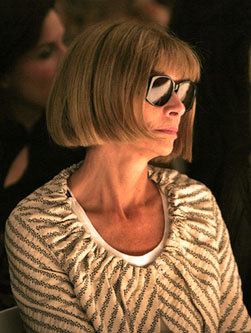
Anna Wintour, redactora jefe

Anna Wintour fue la editora en jefe de la revista Vogue hasta el 27 de junio de 2025. Es una figura influyente en la industria de la moda, conocida por su impacto en la difusión de tendencias y en la promoción de diseñadores y modelos.
El personaje ficticio Miranda Priestly, creado por la escritora Lauren Weisberger en la novela The Devil Wears Prada (El diablo viste Prada), está inspirado en Wintour. Weisberger, quien trabajó como asistente en Vogue, basó parte de su novela en sus experiencias personales. La obra fue adaptada al cine en una película protagonizada por Meryl Streep, quien recibió varios reconocimientos por su interpretación, incluyendo una nominación al Premio Óscar.
En una entrevista con Barbara Walters, Wintour reconoció ciertas similitudes entre ella y el personaje de Weisberger, y manifestó que cualquier iniciativa que haga la moda más accesible o interesante para el público es positiva para la industria.
Wintour ha sido objeto de críticas y protestas por el uso de pieles en la moda. Además, es conocida por haber introducido cambios editoriales en Vogue, como la incorporación de actrices de Hollywood en las portadas de la revista.
En 2009 R. J. Cutler dirigió un documental titulado The September Issue en el que se veía como se hacía la edición más grande en la historia de la revista (septiembre de 2007).

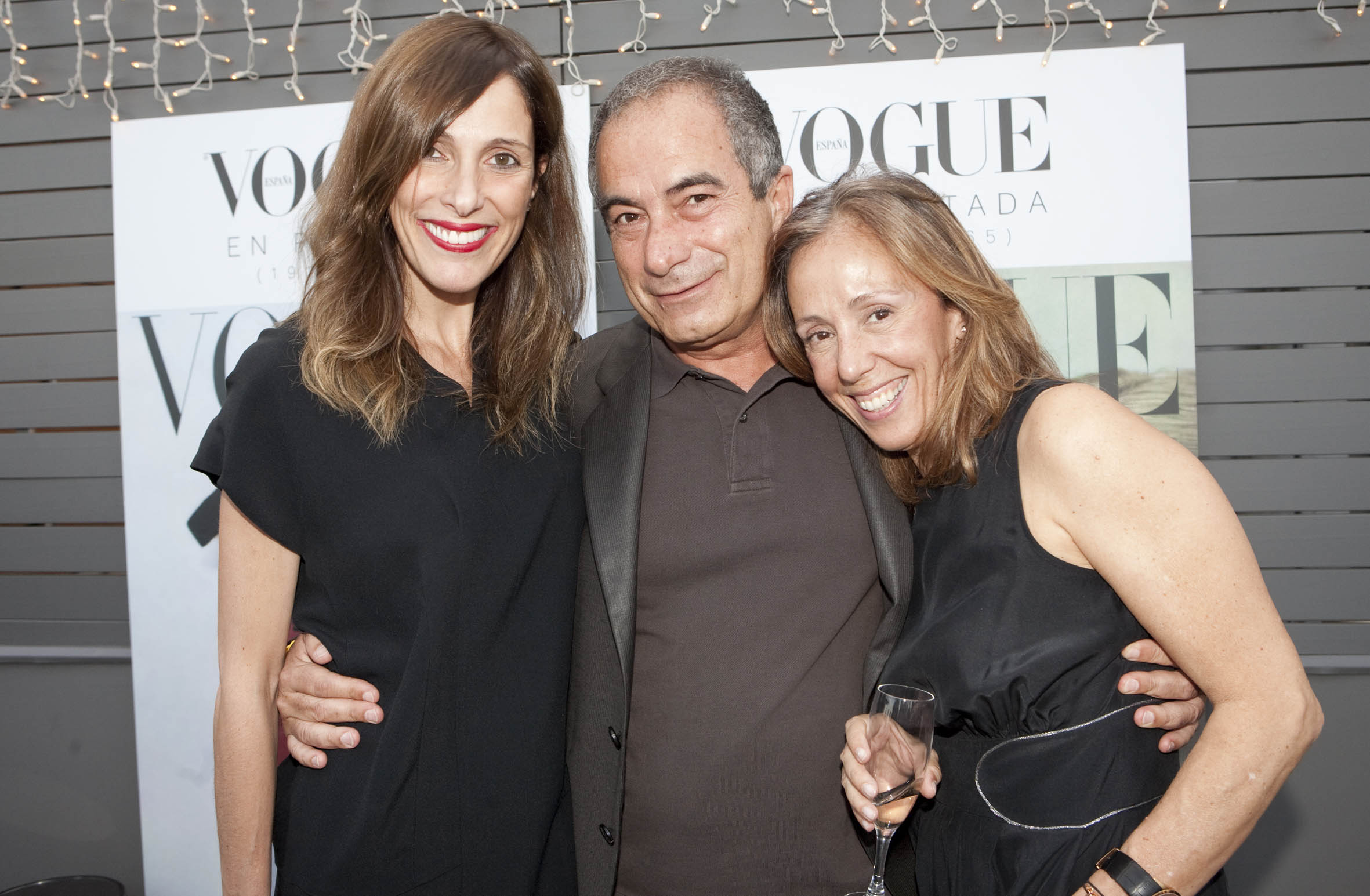
Yolanda Sacristán, directora de Vogue España, a la izquierda de la imagen, en un evento durante la feria The Brandery (2010)

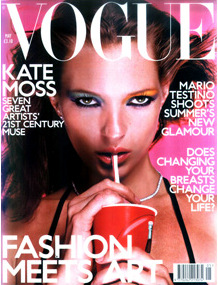
Kate Moss en la portada de la versión británica de Vogue, mayo de 2000.

## Directoras a lo largo de la historia
Las siguientes personas han sido redactoras jefe de Vogue:
- Josephine Redding (1892-1901)
- Marie Harrison (1901-1914)
- Edna Woolman Chase (1914-1951)
- Jessica Daves (1952-1963)
- Diana Vreeland (1963-1971)
- Grace Mirabella (1971-1988)
- Anna Wintour (1988-2025)

## Otras ediciones
En 2005, la editora Conde Nast lanzó Men's Vogue, y anunció planes para una versión de la revista llamada Vogue Living, que abarca temas de hogar y estilo de vida, puesta en marcha a finales de otoño de 2006 (en la actualidad también existe una edición en Australia). Men's Vogue dejó de publicarse como una publicación independiente en octubre de 2008 y ahora es un suplemento que aparece dos veces al año en la edición principal. 
Condé Nast Publications también publica una edición de la revista para adolescentes Teen Vogue. Principalmente dirigido a adolescentes mujeres, la edición coreana y la australiana tenían una edición similar a "teen vogue", que sería "Vogue Girl" (actualmente suspendido). Todas las ediciones como Teen Vogue, Vogue Living y Men's Vogue (hasta 2008), en su edición estadounidense, también tienen como redactora jefe a Anna Wintour.

## Controversia
En abril de 2008, la edición estadounidense de Vogue tenía una foto en la portada tomada por la fotógrafa Annie Leibovitz, con la supermodelo Gisele Bündchen, Sil Pasternak y la estrella de baloncesto LeBron James. Era la tercera vez que en Vogue aparecía un hombre en la portada de la edición americana (los otros dos hombres fueron los actores George Clooney y Richard Gere), y la primera vez que el hombre era negro. Algunos observadores criticaron la cubierta como racialmente insensible, aduciendo que la forma en que posaba James con Bundchen recordaba a un cartel de la película King Kong. Otras críticas surgieron cuando el sitio web Watching the Watchers analizó la foto comparándola a un cartel de reclutamiento de la Primera Guerra Mundial titulado Destroy This Mad Brute (Destruye a este bruto enojado) de Harry Ryle Hopps.

## Ediciones internacionales
Actualmente, la revista VOGUE cuenta con ediciones en 27 países distintos. Todas estas ediciones cuentan con Editores Jefe que se encuentran al mando de la revista en su respectivo país y a la cabecera de un equipo de editores, redactores y fotógrafos propio. 
| PAÍS                    | DIRECTOR                |
| ----------------------- | ----------------------- |
| Estados Unidos          | Anna Wintour            |
| Reino Unido             | Edward Enniful          |
| Francia                 | Eugénie Trochu          |
| Alemania                | Krestin Weng            |
| India                   | Rochelle Pinto          |
| Italia                  | Francesca Ragazzi       |
| Japón                   | Tiffany Godoy           |
| México y América Latina | Karla Martínez de Salas |
| El Caribe y Antillas    | Ricky Guillart          |
| China                   | Margaret Zhang          |
| Taiwan                  | Leslie Sun              |
| Polonia                 | Hanna Rydlewska         |
| España                  | Inés Lorenzo            |

## Curiosidades
- En el mes de septiembre de 2020, las ediciones de Vogue se unieron por primera vez en su historia para el número 'Hope'. Por primera vez en 128 años todas las ediciones de la revista Vogue del mundo se unieron bajo un mismo tema.[28]